# 布利爾菲爾德 (阿拉巴馬州)
布利爾菲爾德（英語：Brierfield）是一個位於美國阿拉巴馬州比伯縣的非建制地區。該地的面積和人口皆未知。

## 地理
布利爾菲爾德的座標為33°02′21″N 86°54′31″E / 33.039167°N 86.908611°E，而該地最高點為海拔高度115米（即377英尺）。